# 班克羅夫特灣
班克羅夫特灣是南極洲的海灣，位於葛拉漢地西岸，處於夏洛特灣和威爾米納灣之間，以英國的測量員命名，現時由南極條約體系管理。
64°34′S 61°52′W / 64.567°S 61.867°W